# Mbankomo
Mbankomo är en ort i Kamerun.   Den ligger i regionen Centrumregionen, i den sydvästra delen av landet, 17 km sydväst om huvudstaden Yaoundé. Mbankomo ligger 732 meter över havet och antalet invånare är 2 387.
Terrängen runt Mbankomo är platt söderut, men norrut är den kuperad. Trakten runt Mbankomo är ganska tätbefolkad, med 58 invånare per kvadratkilometer. Närmaste större samhälle är Yaoundé, 17,4 km nordost om Mbankomo. I omgivningarna runt Mbankomo växer i huvudsak städsegrön lövskog.